# Die Hüterin der Gewürze
Die Hüterin der Gewürze (Originaltitel: The Mistress of Spices)  ist ein indischer Bollywoodfilm von Paul Mayeda Berges, besetzt mit Aishwarya Rai in der Hauptrolle. Der Film basiert auf Chitra Banerjee Divakarunis gleichnamigen Roman.

## Handlung
Als junges Mädchen wird Tilo über die Hüter der Gewürze belehrt, über deren Regeln und Konsequenzen bei Nichteinhalten dieser Regeln. Die wichtigsten bestehen darin, als Hüterin den Laden niemals zu verlassen, niemals eines anderen Menschen Haut zu berühren und die Gewürze nicht zu den eigenen Gunsten zu missbrauchen. Als ausgebildete Hüterin betreibt Tilo einen kleinen Gewürzladen namens „Spice Bazaar“ in San Francisco.
Ihr Leben nimmt eine Wendung, als sie Bekanntschaft mit Doug macht, zu dem sie eine große Zuneigung verspürt. Doch die Strafe lässt nicht lange auf sich warten: Ihre Stammkunden berichten über ihre negativen Erfahrungen, wo doch sonst auf die Gewürze stets Verlass war.
Tilos Vision zeigt ihr die Rückkehr nach Indien und so leitet sie einen Räumungsverkauf ein. Sie erzählt den Gewürzen, dass sie eine Nacht mit Doug verbringen wird, um sich hinterher ganz und gar den Gewürzen hinzugeben.
Sie hält ihr Versprechen und setzt sich und die Gewürze in Flammen. Doug macht sich auf die Suche nach ihr und findet sie im  Laden – lebend. Ihre Umgebung zeigt keine Anzeichen eines Brandes, sondern eher die eines Erdbebens. Schließlich zeigt die Vision Tilos Lehrerin: Der Bann, als Tilo versprach, sich ganz den Gewürzen hinzugeben, ist nun gebrochen und sie kann alles haben, was ihr Herz begehrt, ohne eine Strafe befürchten zu müssen. Nun hilft Doug, ihren Laden wieder auf Vordermann zu bringen, und beide können auf eine gemeinsame Zeit blicken.

## Kritiken
„Prominent besetztes Märchen mit Bollywood-Einschlag, bei dem der Funke nicht so recht überspringen will.“

„Ein recht glatt gebügelte[r] Mix aus Fantasy-, Liebes- und Esotherikfilm.“